# Вовча яма (фільм, 1983)
«Вовча яма» (кирг. «Бөрү зиндан») — радянський двосерійний художній фільм в жанрі кримінальної драми режисера Болотбека Шамшиєва. Випущений на екрани у 1983 році кіностудією «Киргизфільм». Головну роль у фільмі виконав популярний радянський кіноактор Талгат Нігматулін.

## Сюжет
Самат Касимов — сирота. Він звертається за допомогою до шанованої людини Муси Шаріпова і отримує роботу кур'єра, що перевозить різний товар від однієї «вовчої ями» до іншої. Але Шаріпов, який прикутий до інвалідного крісла і видає себе за ветерана війни, виявляється лідером злочинного угруповання на прізвисько «Бабахан». Протягом фільму детально досліджується низка подій, що відбуваються з героями протягом довгого часу, починаючи з моменту встановлення в Киргизії радянської влади. Дія супроводжується великою кількістю переслідувань, бійок, тюремних сцен і вбивств.

## У ролях
- Талгат Нігматулін — Самат Касимов, «Ахметов» (озвучив Юрій Демич)
- Кененбай Кожабеков — Муса Шаріпов, «Бабахан», він же Баймурзаєв, Хасанов (озвучив Армен Джигарханян)
- Айтурган Темірова — Аджар
- Суйменкул Чокморов — полковник міліції Турабаєв (озвучив Владислав Ковальков)
- Жоробек Аралбаєв — капітан міліції Марлен
- Микола Крюков — генерал міліції Микола Опанасович Тимофєєв
- Олександр Мілютін — капітан міліції Василь Семенович Балуков
- Мурат Мамбетов — Композ (Композитор), Тракторбек
- Орозбек Кутманалієв — Похмурий (Арзимат)
- Віктор Мірошниченко — Хрипатий
- Тохтахун Бахтибаєв — Саїд-Лагман
- Анатолій Плюто — Рваний (Циган)
- Венера Нігматуліна — Маріям, сестра Самата
- Бекін Сейдакматов — Рахім
- Семен Фарада — дипломат, друг Самата
- Сабіра Кумушалієва — епізод
- Сакибек Карабаєв — епізод
- Едільбек Чокубаєв — епізод
- Микола Марусич — епізод
- Муса Дудаєв — епізод
- Віктор Шахов — епізод
- Сергій Борисов — епізод
- Гульнара Алімбаєва — епізод
- Іскендер Рискулов — епізод
- Саїдкаміль Умаров — епізод
- Алмаз Киргизбаєв — епізод
- Чингіз Шамшиєв — епізод
- Тимур Джамалієв — епізод
- Толкун Качкиналієва — епізод
- Турсун Уралієв — епізод
- Токон Дайирбеков — епізод
- Мухтар Бахтигереєв — епізод
- Асанкул Куттубаєв — епізод

## Знімальна група
- Режисер-постановник: Болотбек Шамшиєв
- Сценарій: Еркен Абішев, Болотбек Шамшиєв
- Оператор-постановник: Манасбек Мусаєв
- Композитор: Віктор Лебедєв
- Художники-постановники: Джолдожбек Касималієв, Еркін Салієв
- Звукооператор: Микола Шарий